# Collada de Carmona

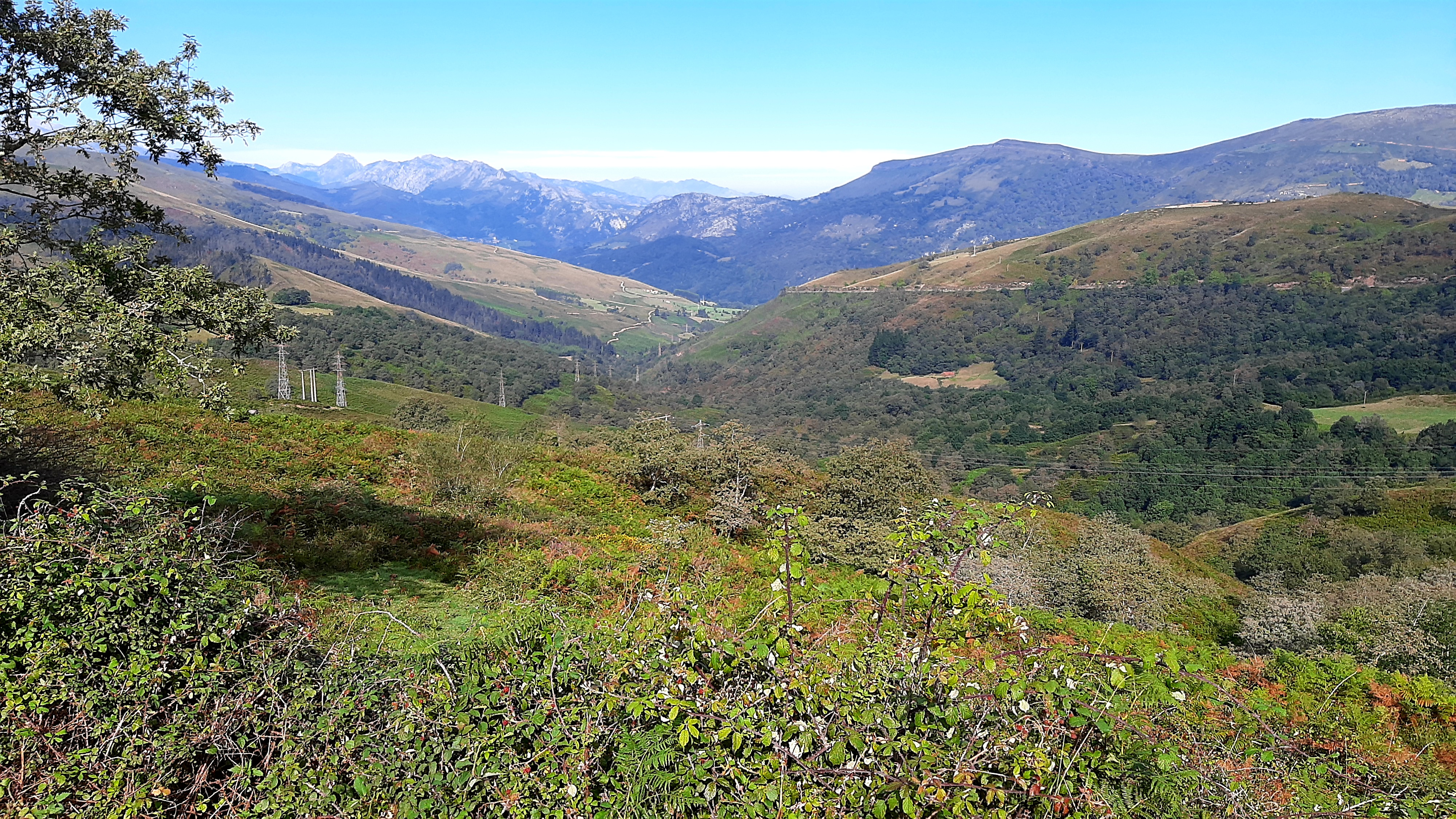
Panorama contemplado desde la collada de Carmona

La collada de Carmona es un paso de montaña de la cordillera Cantábrica ubicado en el occidente de Cantabria. Se eleva a 601 m s. n. m. y enlaza las localidades de Valle al este y Carmona al oeste, ambas pertenecientes al término municipal de Cabuérniga. La carretera que discurre por este paso de montaña es la CA-182.

## Hidrografía
La collada de Carmona establece la divisoria de aguas entre el río Saja y el río Nansa,

## Arqueología
A principios del siglo XXI se descubrieron en el entorno de la collada restos arqueológicos pertenecientes a un campamento romano datado en el siglo I a. C., coincidiendo con el periodo de las guerras cántabras. Dichos restos se localizan concretamente en un emplazamiento denominado Majadabueyes, en el cueto del Haya.

## Folclore
La Collada de Carmona se menciona en algunas canciones tradicionales de Cantabria (canciones montañesas). Tal es el caso de Carretera de Carmona, La pasá de Carmona y el villancico titulado Belén en la collada.

## Ciclismo
La collada de Carmona ha sido escenario de la Vuelta a España en varias ediciones, catalogado como puerto de segunda categoría por la vertiente de Valle y de tercera categoría por la vertiente de Carmona.